# Шуани (Гудермесский район)
 Шуани (чечен. Керла Шоьна) — село в Гудермесском районе Чеченской Республики. Административный центр Шуанинского сельского поселения.

## География
Село расположено у железнодорожной ветки Гудермес — Хасав-Юрт, в 4 км к востоку от районного центра — Гудермес и в 40 км от города Грозный.
Ближайшие населённые пункты: на западе — город Гудермес, на северо-западе — село Комсомольское, на северо-востоке — сёла Хангиш-Юрт и Азамат-Юрт, на востоке — село Кади-Юрт, на юго-востоке — посёлок Ойсхара и село Нижний Нойбер и на юге — село Мелчхи.

## История
Селение было основано переселенцами из сёл Шуани и Малые Шуани Ножай-Юртовского района. По данным на 1990 год село Шена являлось административным центром Шенинского сельсовета Гудермесского района.

## Население
| 1990  | 2002  | 2010  | 2012  | 2013  | 2014  | 2015  |
| ----- | ----- | ----- | ----- | ----- | ----- | ----- |
| 403   | ↗1532 | ↗2351 | ↗2445 | ↗2499 | ↗2534 | ↗2581 |
| 2016  | 2017  | 2018  | 2019  | 2020  | 2021  | 2023  |
| ↗2592 | ↗2655 | ↗2703 | ↗2748 | ↗2788 | ↗3531 | ↗3628 |
| 2024  |       |       |       |       |       |       |
| ↗3684 |       |       |       |       |       |       |

Национальный состав
По данным Всероссийской переписи населения 2010 года:
| № | Национальность | Численность, чел. | Доля    |
| - | -------------- | ----------------- | ------- |
| 1 | чеченцы        | 2 347             | 99,83 % |
| 2 | другие         | 4                 | 0,17 %  |

## Образование
- Шуанинская муниципальная средняя общеобразовательная школа[20].

## Улицы
Улицы села Шуани:
| - А. Кадырова, - Береговая, - Виноградная, - Восточная, - Въездной, - Грозненский, - Гудермесский, - Дачная, - Дачный - Дружбы, | - Западная, - Заречная, - Заречный, - И. Абуева, - Кавказская, - Кооперативная, - Крайняя, - Ленина, - Лесная, - Луговая, | - Мира, - Молодёжная, - Первомайская, - Полевая, - Р. Исаева, - Рабочая, - Садовая, - Свободы, - Северная, - Советская, | - Степная, - Строителей, - Студенческая, - Цветочная, - Центральная, - Чаримохковская, - Шоссейная, - Южная. |